# Генерал-губернатор Кении
Генера́л-губерна́тор Ке́нии (англ. Governor-General of Kenya) являлся представителем британского монарха в государстве Кения с 1963 по 1964 годы. Он назначался короной и выступал в качестве главы государства, получая инструкции от британского правительства.
Независимость Кении (англ. Kenya) была провозглашена 12 декабря 1963 года. Новое государство стало королевством в составе Содружества, во главе с королевой Елизаветой II. На территории страны королеву представлял назначаемый ею генерал-губернатор, назначение которого должно было происходить исключительно по рекомендации правительства Кении, без участия правительства Великобритании.
12 декабря 1964 года Кения была провозглашена республикой.
| № | Генерал-губернатор | Генерал-губернатор                                                 | Начало полномочий | Окончание полномочий | Монарх       |
| - | ------------------ | ------------------------------------------------------------------ | ----------------- | -------------------- | ------------ |
| 1 |                    | Малькольм Джон Макдональд (1901—1981) англ. Malcolm John MacDonald | 12 декабря 1963   | 12 декабря 1964      | Елизавета II |